# 盧加 (馬耳他)
盧加，是馬耳他的市镇，位於馬爾他島東南部，毗鄰馬耳他國際機場。市镇面積为6.7平方公里，2019年人口数量为6,162人。

## 外部連結
- 官方网站  （马耳他文） （英文）
- Union Philarmonic Society (Is-Soċjetà Filarmonika L-Unjoni - A.D. 1880) （页面存档备份，存于） （英文）